# Orientales de Humacao
Les Orientales de Humacao sont un club portoricain de volley-ball fondé en 2012 et basé à Humacao. Évoluant de 2013 à 2017 en Championnat de Porto Rico de volley-ball féminin (LVSF), il a disparu en 2021 sans avoir jamais rien remporté.

## Palmarès
Championnat de Porto Rico de volley-ball féminin :
- 2013 : 7e
- 2014 : 5e
- 2015 — non-inscrit —
- 2016 : 7e
- 2017 : 4e

## Effectifs

### Saison 2013
Entraîneur : Ramón Lawrence  Porto Rico